# Festival Pan Celtico
Il Festival Pan Celtico (in gaelico irlandese: Féile Pan Cheilteach; in gallese: Gŵyl Ban Geltaidd; in inglese: International Pan Celtic Festival o Pan Celtic International Song Contest) è un festival musicale che si tiene annualmente in Irlanda e ha come obiettivo la diffusione delle diverse lingue celtiche.

## Storia
Nei primi anni '70 nacque l'idea di organizzare un festival musicale che avesse come protagoniste la musica, la cultura e le lingue celtiche, pertanto fu creato un comitato per discuterne la creazione. Con O'Connaill suggerì di chiamarlo Gwyl Gerdd Bach (dal gallese: Piccolo Festival Musicale) e organizzò la prima edizione del festival nel maggio 1971 presso la città irlandese di Killarney. Alla prima edizione presero parte Irlanda (Scoil na Toirbhirte), Galles (Meredydd & Phyllis) e Bretagna (The Les Tregerez Group & Alan Stivell).
L'anno successivo, Meredydd Evans, invitò l'organizzatore dell'evento all'Eisteddfod Nazionale del Galles, dove, incontrandosi con i rappresentanti delle altre nazioni celtiche, costituì sei comitati nazionali per gestire le partecipazioni al Festival Pan Celtico, permettendo alle rimanenti tre nazioni, ossia Cornovaglia, Isola di Man e Scozia di prendere parte al festival.
L'evento si è tenuto a Killarney fino al 1990, quando, a causa della diminuzione di spettatori si decise di rendere il concorso itinerante. Le altre città che hanno ospitato successivamente il festival sono state Galway, Tralee, Ennis, Letterkenny, Kilkenny, Donegal Town e Derry.
Nel 2001, a causa di un'epidemia di afta epizootica, il festival non si è tenuto per le misure restrittive governative che impedivano di attraversare determinati confini.

Le sei nazioni celtiche:
Bretagna
Cornovaglia
Galles
Irlanda
Isola di Man
Scozia

     Bretagna
     Cornovaglia
     Galles
     Irlanda
     Isola di Man
     Scozia

## Partecipazioni
Al festival prendono parte le sei nazioni celtiche: Bretagna, Cornovaglia, Irlanda, Isola di Man, Scozia e Galles.
In virtù della loro storia legata alla cultura celtica, potrebbero debuttare anche le Asturie, la Galizia, l'Alvernia, la Cantabria, la Francia, l'Inghilterra, il Nord, Y Wladfa, la Nuova Scozia e il Limosino.

### Ordine di esordio per anno
| Anno | Esordio                             |
| ---- | ----------------------------------- |
| 1971 | Bretagna - Irlanda - Galles         |
| 1972 | Cornovaglia - Isola di Man - Scozia |

## Edizioni

Mappa delle nazioni partecipanti per numero di vittorie

| Anno | Città ospitante                                           | Nazione vincitrice                                        | Artista                                                   | Brano                                                     |
| ---- | --------------------------------------------------------- | --------------------------------------------------------- | --------------------------------------------------------- | --------------------------------------------------------- |
| 1971 | Killarney                                                 | Irlanda                                                   | Scoil na Toirbhirte                                       | Tomás MacCurtain                                          |
| 1972 | Killarney                                                 | Scozia                                                    | Na h-Òganaich                                             | Mi le m’Uillin                                            |
| 1973 | Killarney                                                 | Irlanda                                                   | Margaret O'Brien                                          | Goirm Thú                                                 |
| 1974 | Killarney                                                 | Galles                                                    | Iris Williams                                             | Cymru Rydd                                                |
| 1974 | Killarney                                                 | Irlanda                                                   | McMurrough                                                | Cuain Baile 'na Cuairte                                   |
| 1975 | Killarney                                                 | Galles                                                    | Bran                                                      | Caled Fwlch                                               |
| 1976 | Killarney                                                 | Scozia                                                    | Mary Sanderman                                            | Thoir dhom do Lamh                                        |
| 1977 | Killarney                                                 | Bretagna                                                  | Kyaalldan                                                 | Breizh                                                    |
| 1978 | Killarney                                                 | Bretagna                                                  | Gouelia                                                   | Korn-Bout                                                 |
| 1979 | Killarney                                                 | Scozia                                                    | Margaret MacLeod                                          | An Lon Dubh                                               |
| 1980 | Killarney                                                 | Irlanda                                                   | Dermot O'Brien                                            | Neansaí                                                   |
| 1981 | Killarney                                                 | Scozia                                                    | Kathleen MacDonald                                        | Oran do Cheit                                             |
| 1982 | Killarney                                                 | Galles                                                    | Bando                                                     | Nid Llwynog Oedd Yr Haul                                  |
| 1983 | Killarney                                                 | Scozia                                                    | Mary MacInnis                                             | Man Aonar le no Smuaintean                                |
| 1984 | Killarney                                                 | Cornovaglia                                               | Ragamuffin                                                | Ar Wrannen                                                |
| 1985 | Killarney                                                 | Scozia                                                    | Capercaillie                                              | Urnuigh a Bhan Thigreach                                  |
| 1986 | Killarney                                                 | Bretagna                                                  | Kristen Nicolas                                           | Gwerz Maro Paotr Anst                                     |
| 1987 | Killarney                                                 | Galles                                                    | Eryr Wen                                                  | Gloria Tyrd Adre                                          |
| 1988 | Killarney                                                 | Galles                                                    | Manon Llwyd                                               | Cân Wini                                                  |
| 1989 | Killarney                                                 | Galles                                                    | Hefin Huws                                                | Twll Triongl                                              |
| 1990 | Killarney                                                 | Scozia                                                    | Christine Kennedy                                         | M' londrainn air Chuairt                                  |
| 1991 | Galway                                                    | Cornovaglia                                               | Philip Knight                                             | Deus yn-rag, Dolli                                        |
| 1992 | Galway                                                    | Irlanda                                                   | Gerróid O'Murchú                                          | Soilse geala na cathrach                                  |
| 1993 | Galway                                                    | Irlanda                                                   | Liam Ó hUaithne                                           | An Pobal Scaipthe                                         |
| 1994 | Galway                                                    | Galles                                                    | Geraint Griffiths                                         | Rhyw Ddydd                                                |
| 1995 | Tralee                                                    | Galles                                                    | Gwenda Owen                                               | Cân I'r Ynys Werdd                                        |
| 1996 | Tralee                                                    | Cornovaglia                                               | West Group                                                | An Arvair                                                 |
| 1997 | Ennis                                                     | Irlanda                                                   | Art Ó Dufaigh & Sean Ó hEanaí                             | Comhartha an Ghaoil                                       |
| 1998 | Tralee                                                    | Galles                                                    | Arwel Wyn Roberts                                         | Rho dy Law                                                |
| 1999 | Tralee                                                    | Galles                                                    | Per Nod                                                   | Torri'n Rhydd                                             |
| 2000 | Tralee                                                    | Cornovaglia                                               | Rachael Cans tir Kemmyn                                   | Tir Kemmyn                                                |
| 2002 | Kilkenny                                                  | Galles                                                    | Gainor Haf                                                | Dagrau Ddoe                                               |
| 2003 | Kilkenny                                                  | Galles                                                    | Elin Fflur a'r Moniars                                    | Harbwr Diogel                                             |
| 2004 | Tralee                                                    | Cornovaglia                                               | Treiz Noath                                               | Mor Menta Sewia                                           |
| 2005 | Tralee                                                    | Cornovaglia                                               | Kentyon Bew                                               | Treusporthys                                              |
| 2006 | Letterkenny                                               | Cornovaglia                                               | Krena                                                     | Fordh Dhe Dalvann                                         |
| 2007 | Letterkenny                                               | Irlanda                                                   | Gealbrí                                                   | Seolfaidh Me Abhaile                                      |
| 2008 | Donegal Town                                              | Irlanda                                                   | Deirdre Níi Chinnéide le Fraoch                           | Ta me caillte go deo                                      |
| 2009 | Donegal Town                                              | Galles                                                    | Elfed Morris                                              | Gofidiau                                                  |
| 2010 | Dingle                                                    | Scozia                                                    | Màiri Chaimbeul & Jenna Moynihan                          | Back and Forth                                            |
| 2011 | Dingle                                                    | Galles                                                    | Brigyn                                                    | Rhywun yn Rhywle                                          |
| 2012 | Carlow                                                    | Cornovaglia                                               | Bénjad                                                    | Mordid Bewnans                                            |
| 2013 | Carlow                                                    | Cornovaglia                                               | Bénjad                                                    | Breten Vyhan                                              |
| 2014 | Derry                                                     | Isola di Man                                              | Shenn Scoill                                              | Tayrn Mee Thie                                            |
| 2015 | Derry                                                     | Cornovaglia                                               | The Changing Room                                         | Hal an Tow                                                |
| 2016 | Carlow                                                    | Galles                                                    | Cordia                                                    | Dim Ond Un                                                |
| 2017 | Carlow                                                    | Irlanda                                                   | Emer O'Flaherty, Paddy Mulcahy & Angelo Heart             | Taibhse                                                   |
| 2018 | Letterkenny                                               | Irlanda                                                   | Padraig Seoighe & Niall Teague                            | Ar Saoire                                                 |
| 2019 | Letterkenny                                               | Irlanda                                                   | Daríona Nic Dhonnacha                                     | Ní thuigim                                                |
| 2020 | Evento non organizzato a causa della pandemia di COVID-19 | Evento non organizzato a causa della pandemia di COVID-19 | Evento non organizzato a causa della pandemia di COVID-19 | Evento non organizzato a causa della pandemia di COVID-19 |
| 2021 | Evento non organizzato a causa della pandemia di COVID-19 | Evento non organizzato a causa della pandemia di COVID-19 | Evento non organizzato a causa della pandemia di COVID-19 | Evento non organizzato a causa della pandemia di COVID-19 |
| 2022 | Evento non organizzato a causa della pandemia di COVID-19 | Evento non organizzato a causa della pandemia di COVID-19 | Evento non organizzato a causa della pandemia di COVID-19 | Evento non organizzato a causa della pandemia di COVID-19 |
| 2023 | Carlow                                                    | Cornovaglia                                               | Karrygi Du                                                | Oll an dra                                                |
| 2024 | Carlow                                                    | Galles                                                    | Sara Davies                                               | Ti                                                        |
| 2025 | Carlow                                                    | Galles                                                    | Dros Dro                                                  | Troseddwr yr Awr                                          |

## Vittorie per nazione
La nazione ad aver vinto più volte il festival è stata il Galles, con ben 15 vittorie, seguita a ruota da Irlanda (12) e Cornovaglia (10).
Tra i paesi partecipanti, tutti hanno vinto almeno un'edizione.
| N° | Nazione      | Edizioni vinte                                                                                 |
| -- | ------------ | ---------------------------------------------------------------------------------------------- |
| 16 | Galles       | 1974, 1975, 1982, 1987, 1988, 1989, 1994, 1995, 1998, 1999, 2002, 2003, 2009, 2011, 2016, 2024 |
| 12 | Irlanda      | 1971, 1973, 1974, 1980, 1992, 1993, 1997, 2007, 2008, 2017, 2018, 2019                         |
| 11 | Cornovaglia  | 1984, 1991, 1996, 2000, 2004, 2005, 2006, 2012, 2013, 2015, 2023                               |
| 8  | Scozia       | 1972, 1976, 1979, 1981, 1983, 1985, 1990, 2010                                                 |
| 3  | Bretagna     | 1977, 1978, 1986                                                                               |
| 1  | Isola di Man | 2014                                                                                           |